# انسان رودزیایی
انسان رودزیایی (به لاتین: Homo rhodesiensis) گونه‌ای از انسان‌تباران می‌باشد که با بررسی سنگوارهٔ جمجمه کابوه شناسایی و دسته‌بندی شده‌است. بازمانده‌های انسان رودزیایی مربوط به ۱۲۵ تا ۳۰۰ هزار سال پیش بوده و در جنوب، خاور و شمال آفریقا یافت شده‌اند.